# Mayo Clinic

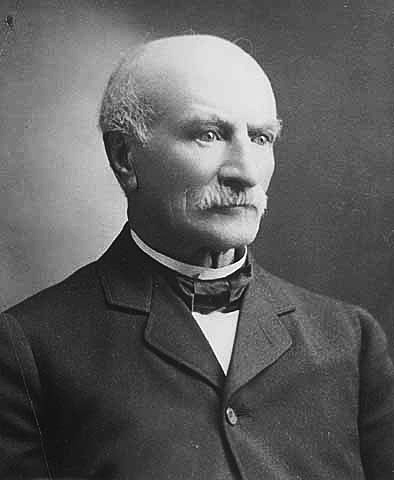
William Worrall Mayo, el fundador

La Mayo Clinic (Clínica Mayo) és un grup de recerca i pràctica mèdica sense afany de lucre que està especialitzat en el tractament pacients en dificultat (cures terciàries). És coneguda a tot el món pels seus tractaments innovadors i efectius i està a la part superior de la qualitat en medicina. El 40% dels seus recursos es dediquen a la recerca científica mèdica, més que no pas a la pràctica de la medicina.
La Mayo Clinic és a la llista de les 100 Best Companies to Work For (les 100 millors empreses per treballar-hi) d'Amèrica publicada per la revista Fortune durant vuit anys consecutius. Actualment treballen a la Mayo Clinic més de 3.700 metges i científics i el total de llocs de treball és de més de 56.000 persones.2021

## Història
El 1863, William Worrall Mayo (1819–1911) va anar a Rochester a l'estat de Minnesota com a cirurgià militar durant la Guerra Civil dels Estats Units on després obrí una clínica. Els seus fills, William James Mayo (1861–1939) i Charles Horace Mayo (1865–1939) també van fer-se metges.

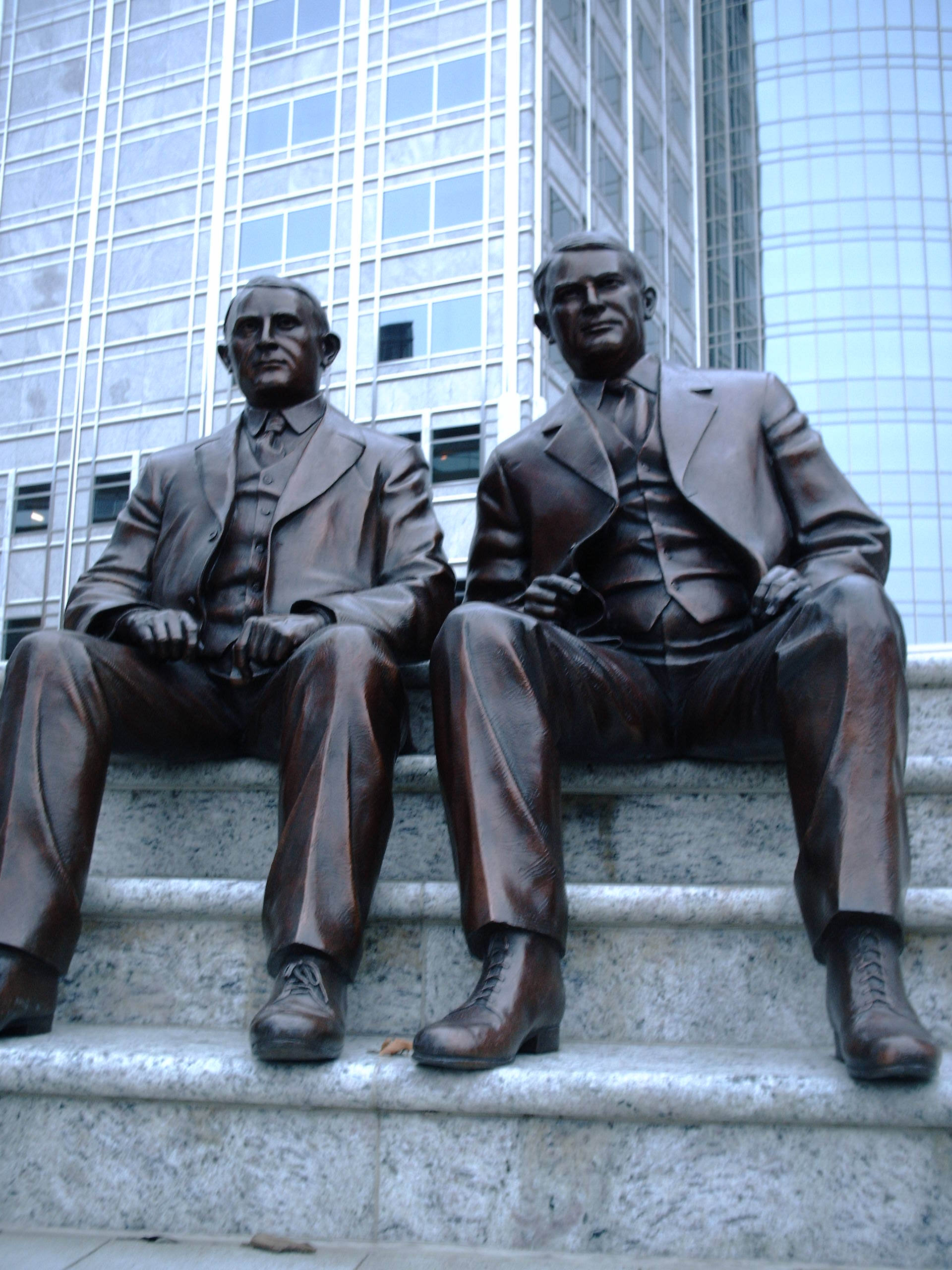
Estàtua de bronze delsgermans Mayo "Dr. Charlie" (esquerra) i "Dr. Will" (dreta), davant la clínica Mayo de Rochester, Minnesota

El 21 d'agost de 1883, un tornado va causar 37 morts i uns 200 ferits a Rochester. Un terç de la ciutat va resultar destruït i la Mayo Clinic va tractar els ferits. El 1889 es va fundar l'hospital Saint Marys de Rochester.